# Србија на Европском првенству у атлетици за млађе сениоре 2007.
'Србија је учествовала на 6. Европском првенству за млађе сениоре 2007. одржаном у Каунасу, Литванија, од 12 до 15. јула. Репрезентацију Србије на њеном првом учешћу на европским првенствима за млађе сениоре од 2006. године од када Србија учествује самостално под овим именом, представљало је 4 спортиста (3 мушкарца и 1 жена), који су се такмичили у 5 дисциплина (4 мушке и 1 женска).
У укупном пласману Србија је са једном сребрном медаљом делила 21. место.
У табели успешности према броју и пласману такмичара који су учествовали у финалним такмичењима (првих 8 такмичара) Србија је са 4 учесника у финалу заузела 23 место са 16 бодова..
| Пл. | Земља  | 1. место | 2. место | 3. место | 4. место | 5. место | 6. место | 7. место | 8. место | Бр. фин. | Бодови |
| --- | ------ | -------- | -------- | -------- | -------- | -------- | -------- | -------- | -------- | -------- | ------ |
| 23. | Србија | 0 - 0    | 1 - 7    | 0 - 0    | 1 - 5    | 0 - 0    | 0 - 0    | 2 - 4    | 0 - 0    | 4        | 16     |

## Учесници
| Мушкарци: - Душан Маркешевић — 5.000 м, 10.000 м - Јован Вукичевић — Скок увис - Лука Рујевић — Бацање кугле | Жене: - Биљана Јовић — 3.000 м препреке |  |

## Освајачи медаља (1)

### Сребро (1)
- Лука Рујевић — Бацање кугле

## Резултати

### Мушкарци
| Атлетичар        | Дисциплина   | Лични рекорд | Квалификације | Квалификације | Полуфинале | Полуфинале | Финале   | Финале      | Детаљи |
| Атлетичар        | Дисциплина   | Лични рекорд | Резултат      | Место         | Резултат   | Место      | Резултат | Место       | Детаљи |
| ---------------- | ------------ | ------------ | ------------- | ------------- | ---------- | ---------- | -------- | ----------- | ------ |
| Душан Маркешевић | 5.000 м      |              |               |               |            |            | 13:58,96 | 7 / 20 (21) |        |
| Душан Маркешевић | 10.000 м     |              | 29:27,61 ЛРС  | 4 / 21 (24)   |            |            |          |             |        |
| Јован Вукичевић  | скок увис    |              | 2,14 ЛРС      | 11 / 13 (14)  |            |            |          |             |        |
| Лука Рујевић     | бацање кугле |              | 19,20 КВ      | 1. у гр. Б    |            |            | 19,55    |             |        |

### Жене
| Атлетичарка  | Дисциплина       | Лични рекорд | Група               | Група      | Полуфинале | Полуфинале | Финале   | Финале      | Детаљи |
| Атлетичарка  | Дисциплина       | Лични рекорд | Резултат            | Место      | Резултат   | Место      | Резултат | Место       | Детаљи |
| ------------ | ---------------- | ------------ | ------------------- | ---------- | ---------- | ---------- | -------- | ----------- | ------ |
| Биљана Јовић | 3.000 м препреке |              | 10:02,24 КВ, НР, ЛР | 2. у гр. 2 |            |            | 10:13,95 | 7 / 18 (20) |        |